# Kurt Herbst (Maler)
Kurt Herbst (* 18. August 1922 in Bottrop; † 9. März 2018 in Rostock) war ein deutscher Maler.

## Leben und Werk
Die Eltern von Herbst, Bruno und Lydia Herbst, stammten aus dem Ruhrgebiet. Der Vater war Weber in Russland, ehe er nach Bottrop zurückkam, wo er als Bergmann arbeitete. Vor der Geburt von Kurt Herbst waren drei ihrer vier Kinder in Deutschland gestorben. Kurt Herbst überraschte schon bald mit seinem Zeichen- und Maltalent. Seine Lieblingsmotive waren sonnige Landschaften und Porträts. Nach der Volksschule machte Herbst in Bottrop eine Lehre als Maler, in der er sich bald auf feine Decken- und Wanddekorationen spezialisierte und in der Freizeit malte. Nach der Einberufung zum Wehrdienst und einer Ausbildung als Funker für eine Luftnachrichten-Ersatzabteilung war er zuletzt Obergefreiter. Auch während des Krieges malte er, vor allem Landschaften, u. a. in Frankreich, und Porträts. Zuletzt war Herbst bis 1945 in einem Behelfslazarett in Cottbus, wo er auch Gudrun Kaethner kennenlernte. Er ging zurück nach Bottrop und studierte ab 1946 Malerei an der Staatlichen Kunstakademie Düsseldorf. Nach der Hochzeit mit Gudrun Kaethner zogen beide 1948 nach Jamlitz, wo die Familie Kaethner ein Ferienhaus hatte. In Jamlitz befreundeten sie sich mit den Malern Bianca Commichau-Lippisch, Rudolf Grunemann und Walter Kühne (1875–1956).
1953 zog Herbst mit seiner Frau und den beiden Kindern nach Dresden-Hellerau. 1951 bis 1954 studierte er bei Rudolf Bergander an der Hochschule für Bildende Künste Dresden, wobei er mit seinem Interesse für die klassischen Öltechniken und die Mischtechnik eher Außenseiter blieb. Nach dem Studium arbeitete Herbst in Dresden als freischaffender Maler. Er war Mitglied im Verband Bildender Künstler der DDR. Herbst wurde gefördert, war als Künstler bekannt geworden und identifiziert sich mit den in der DDR propagierten gesellschaftlichen Idealen von Frieden und sozialer Gerechtigkeit. Er ging in Betriebe und malte dort, u. a. 1959 mit weiteren Künstlern im Stahlwerk Riesa. Vor allem in den 1950er Jahren war er einer der begehrten Führer durch Dresdener Kunstsammlungen und unternahm mehrere Studienreisen ins Ausland. Im In- und Ausland malte er Sujets des Alltags, Landschaften und Porträts. Ab etwa 1956 wurden Industriemalerei und Porträts der in der Industrie Beschäftigten für mehr als zehn Jahre Gegenstand seiner künstlerischen Tätigkeit. 1965 zog die Familie nach Rostock. Zu den Porträts, Stadtszenen und Landschaften kamen als neues Sujet Ostseemotive. Herbst zog sich zunehmend aus dem öffentlichen Kunst- und Kulturbetrieb zurück. Neben Ölbildern schuf Herbst nun auch grafische Arbeiten mit Tusche und Gänsekiel. Neben der Malerei begann er ab Mitte der neunziger Jahre, seine Gedanken zur Malerei und zu verschiedenen Entwicklungen aufzuschreiben.

## Werke (Auswahl)
- Teichfischerei (vor 1949, Öl; auf der Ausstellung „Mensch und Arbeit“)[1]
- Selbstbildnis (Mischtechnik, 70 × 40 cm; auf der Dritten Deutschen Kunstausstellung)

- Schlafendes Kind (1953, Mischtechnik)[2][3]
- Porträt Emmi, die Stahlwerkermutti (1959)[4]
- Stossofenarbeiter (1959, Öl, 90 × 70 cm)[5]
- Nachtschicht im Stahlwerk Riesa (1960, Öl; iSächsischer Kunstfonds)[6]
- Porträt des Genossen Günter Christoph (1963, Öl; auf der Fünften Deutschen Kunstausstellung)[7]

## Teilnahme an zentralen und wichtigen regionalen Ausstellungen in der DDR
- 1949: Berlin, Berliner Stadtkontor („Mensch und Arbeit“)
- 1949: Potsdam, Bezirkskunstausstellung
- 1961: Berlin, Deutsche Akademie der Künste („Junge Künstler. Malerei“)
- 1953 und 1962/1963: Dresden, Dritte und Fünfte Deutsche Kunstausstellung